# Derkaczak talaudzki
Derkaczak talaudzki, chruścielak talaudzki (Gymnocrex talaudensis) – gatunek średniej wielkości ptaka z rodziny chruścieli (Rallidae). Występuje endemicznie na indonezyjskich Wyspach Talaud. Zagrożony wyginięciem.
Taksonomia
Gatunek po raz pierwszy opisany w roku 1998 przez Franka R. Lamberta w czasopiśmie „Forktail”; zaobserwowany został dwa lata wcześniej. Holotyp został zebrany na wyspie Karakelong; nie jest znana jego płeć. Obecnie znajduje się w Museum Zoologicum Bogoriense (Holandia).
Zasięg występowania
Zasięg występowania obejmuje jedynie wyspę Karakelong o powierzchni około 850 km². Gatunek wydaje się preferować podmokłe łąki i roślinność na skraju lasów na nizinach. W roku 2003 pięciokrotnie nagrano odgłosy tego gatunku; osobniki te znajdowały się w lesie przy rzece. W promieniu 150 m od miejsca odkrycia znajdowały się podmokłe lasy, dwa bagna, kilka strumieni oraz droga z rowem gęsto porośniętym trawą. Świadczy to o tym, że derkaczak talaudzki preferuje mozaikę podmokłych typów habitatu.
Morfologia
Długość ciała około 33–35 cm. Długość dzioba u holotypu wynosi 58 mm, zaś skoku 68 mm. Tęczówka i skóra dookoła oka czerwone. Za okiem biała plama, przylegająca do obrączki ocznej. Głowa, gardło, broda i pierś kasztanowe. Dziób żółty z szarym zakończeniem obu szczęk. Dookoła nozdrzy również szary. Górna część grzbietu szara, nieco niebieskawa. Pozostała część grzbietu zielonobrązowa. Lotki brązowe. Sterówki czarne z granatowym połyskiem. Nogi i stopy żółte do różowych.
Behawior
W żołądku zebranego okazu odnaleziono skorupy ślimaków oraz przypuszczalne resztki małego żuka. Odzywa się w seriach co najmniej 15 wysokich dźwięków peet-peet-peet.
Status, zagrożenia
Według IUCN derkaczak talaudzki otrzymał status zagrożonego wyginięciem (EN, Endangered). Populacja szacowana jest na 600–1700 dorosłych osobników, a trend liczebności uznawany jest za spadkowy. Karakelang Wildlife Reserve, na obszarze którego można napotkać ten gatunek, zagrożony jest przez wylesianie.